# Liste der Sakralbauten in Kaliningrad
Diese Liste der Sakralbauten in Kaliningrad enthält Kirchen und Synagogen, die in der Stadt Kaliningrad, dem früheren preußischen Königsberg, existieren oder existiert haben.
Die heutige Situation ist durch die Zerstörungen im Zweiten Weltkrieg und danach geprägt. Vor dem Krieg gab es 35 Kirchen. Die Synagogen der jüdischen Gemeinde wurden durch die Nationalsozialisten in der Reichspogromnacht zerstört. Durch die britischen Luftangriffe auf Königsberg wurde die Innenstadt 1944 in Brand gesetzt und brannte mehrere Tage. Dadurch wurden unter anderem der Königsberger Dom und fast sämtliche Kirchen der Innenstadt zerstört.  Die fast vollständige Zerstörung der Innenstadt und eines Teils der Außenbezirke erfolgte dann in der Schlacht um Königsberg im April 1945. In den Jahrzehnten nach dem Zweiten Weltkrieg wurden die wenigen nicht vollständig zerstörten Königsberger Kirchen für profane Zwecke verwendet oder vielfach abgerissen; neue Kirchen wurden nicht errichtet. Nach dem Zusammenbruch der Sowjetunion wurden manche Kirchen an die Gemeinden der Stadt übergeben. Sie dienen nun den verschiedenen in der Stadt vertretenen Konfessionen wieder als Gotteshäuser. Außerdem wurde im Stadtzentrum 1996 bis 2006 eine neue russisch-orthodoxe Kirche errichtet. Am früheren Hansaplatz, dem heutigen Siegesplatz, hat die russisch-orthodoxe Christ-Erlöser-Kathedrale, die von 1996 bis 2006 nach dem Abräumen des Lenin-Denkmals auf dem Gelände der beseitigten Gebäude der Deutschen Ostmesse errichtet wurde, auch symbolische Bedeutung als erstes neu erbautes Kirchengebäude in der russischen Ära der Stadt.
Es kennzeichnete den nüchternen Geist Königsbergs, dass die Kirchen nicht – wie zum Beispiel in Danzig oder Breslau – historische Heiligennamen trugen. Vielmehr waren sie nach der Gemeinde als Altstädtische, Kneiphöfsche, Löbenichtsche, Katholische oder Polnische Kirche bezeichnet.

## 13. Jahrhundert

### Altstädtische Kirche St. Nikolaus (Königsberg)
- Errichtet: Grundsteinlegung 1264, Neubau 1838
- Architekt / Stil: Gotisch
- Konfession: römisch-katholisch, evangelisch
- Standort: Poststraße
- Besonderheiten: Hier wurde die erste evangelische Predigt in Ostpreußen gehalten, Grabstelle von Luthers ältestem Sohn Johann. Platz der ältesten Kirchenglocke Ostpreußens (Bronzeglocke 13. Jh.). 1826 wegen Baufälligkeit abgebrochen
- Status: nicht erhalten

### Domkapitel (Alter Dom)
- (Altstadt)
- Errichtet: 1297

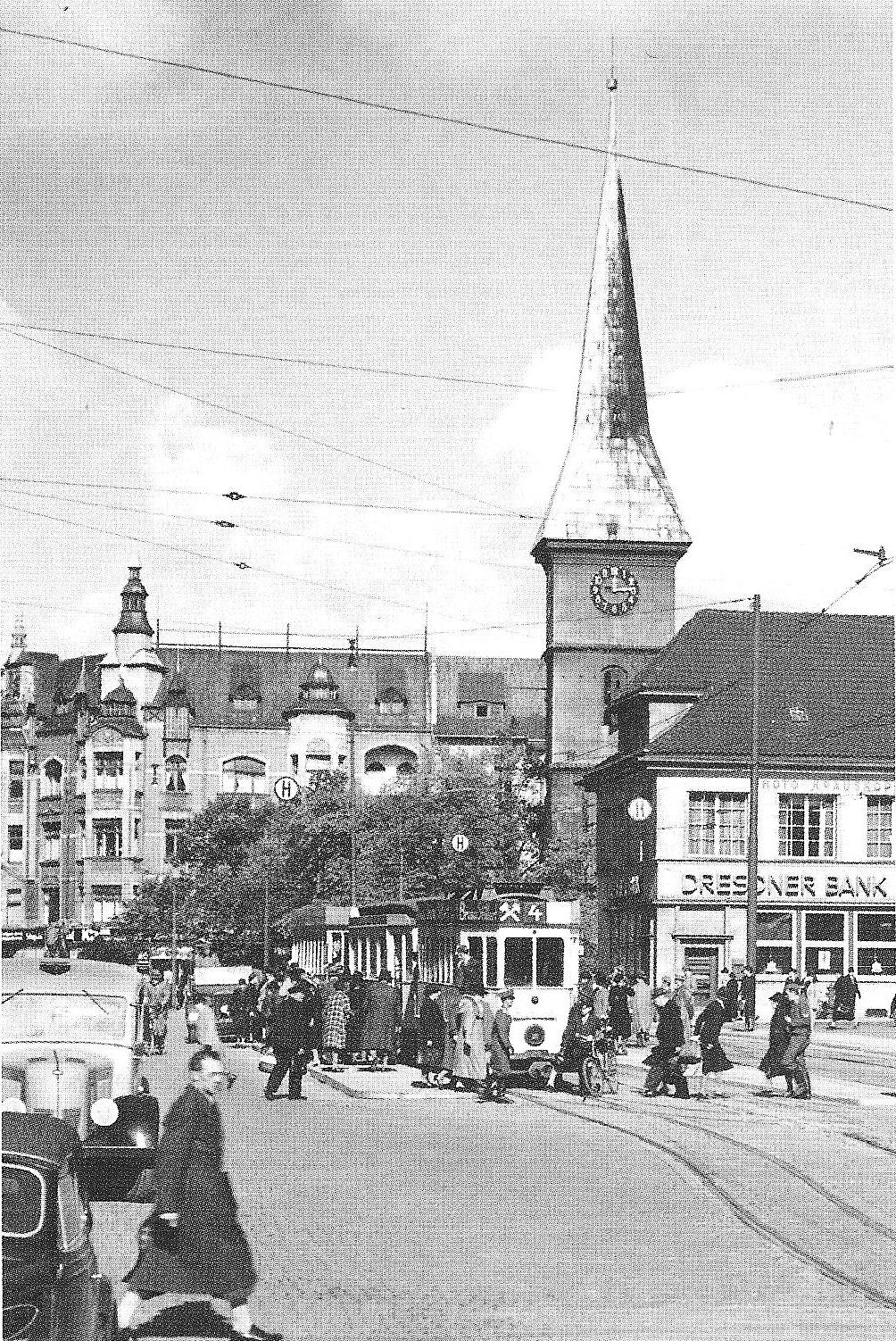
Steindammer Kirche

- Konfession: römisch-katholisch, evangelisch

### Steindammer Kirche St. Nikolai
- Errichtet: Grundsteinlegung 1256
- Architekt / Stil: -
- Konfession: römisch-katholisch, evangelisch, orthodox
- Standort: Steindammer Kirchenplatz
- Besonderheiten: Im 16. bis 18. Jahrhundert wurde die Kirche vor allem von evangelischen Polen und Litauern genutzt. Nur kurz, während des Siebenjährigen Krieges, wurde sie zwischen 1760 und 1762 als orthodoxe Kirche genutzt. Eine Glocke wurde auf dem Hamburger Glockenfriedhof erhalten und läutet heute im Dom zu Verden. Gegossen 1714 in der Königsberger Glockengießerei Dornmann.
- Status: nicht erhalten

### Juditter Kirche
- Errichtet: Grundsteinlegung 1255

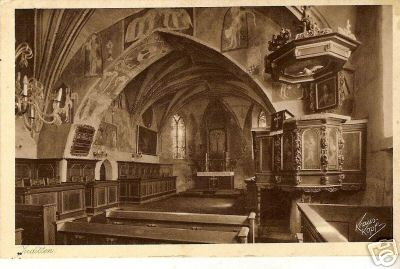
Juditter Kirche, vor Plünderung und Verfall

- Architekt / Stil: typische Wehrkirche der Ordenszeit, Feldstein- und Backsteinbau
- Konfession: römisch-katholisch, dann evangelisch, heute russisch-orthodox (erste christliche Kirche in Kaliningrad zur Sowjetzeit)
- Standort: Juditten / Mendelejewo, uliza Tenistaja alleja 38
- Besonderheiten: Wallfahrtsort zur Madonna auf der Mondsichel. Die Kirche beherbergte die Familiengruft von Roeder und das Grab  Johann von Lehwaldt

- Status: Erhalten. War bei Kriegsende unzerstört, wurde dann aber dem Verfall preisgegeben. Ab 1980 Wiederaufbau, 1985 Weihe als orthodoxe Nikolaus-Kirche.

## 14.  Jahrhundert

### Königsberger Dom (Universitätskirche)

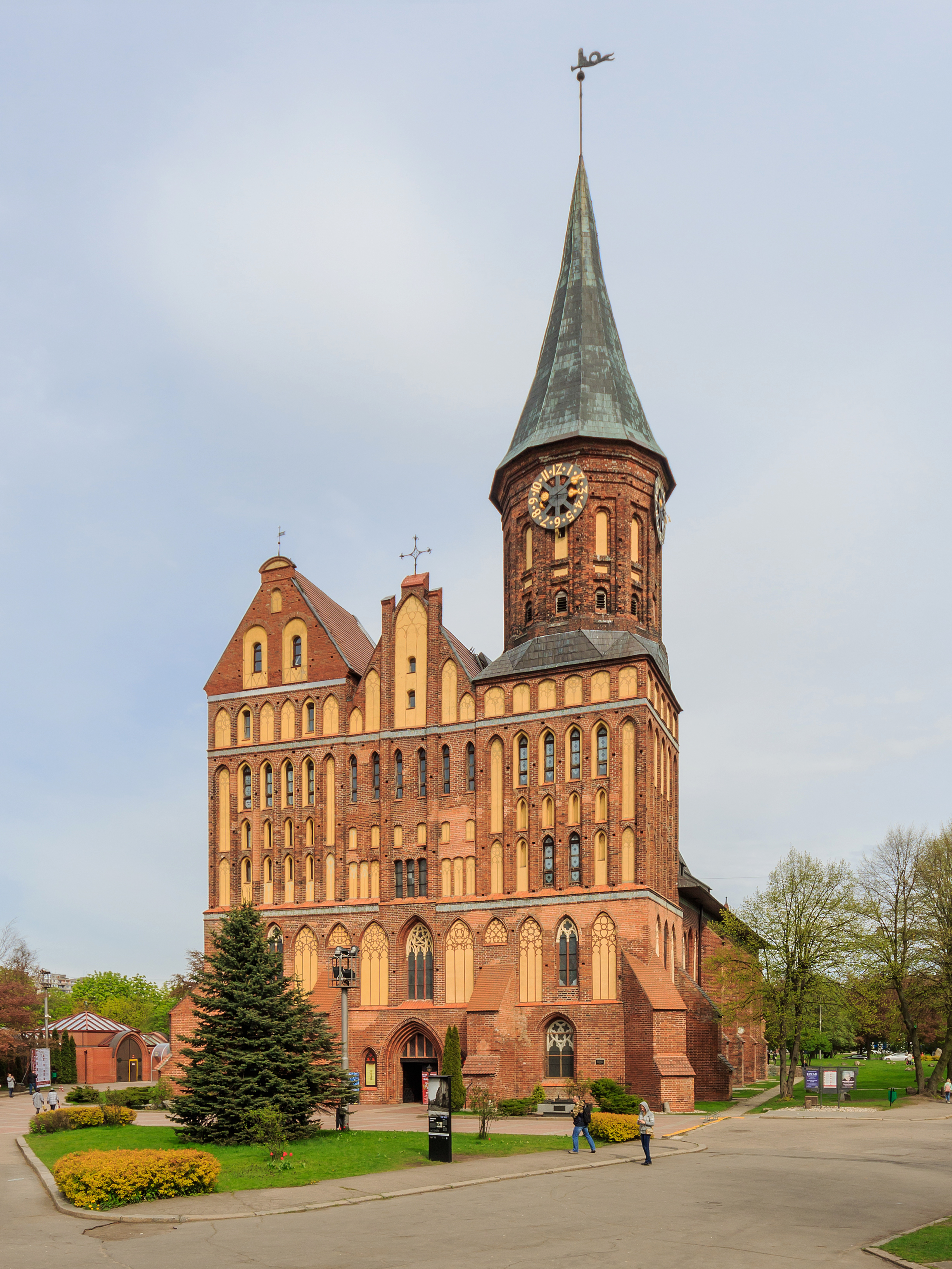
Der restaurierte Königsberger Dom

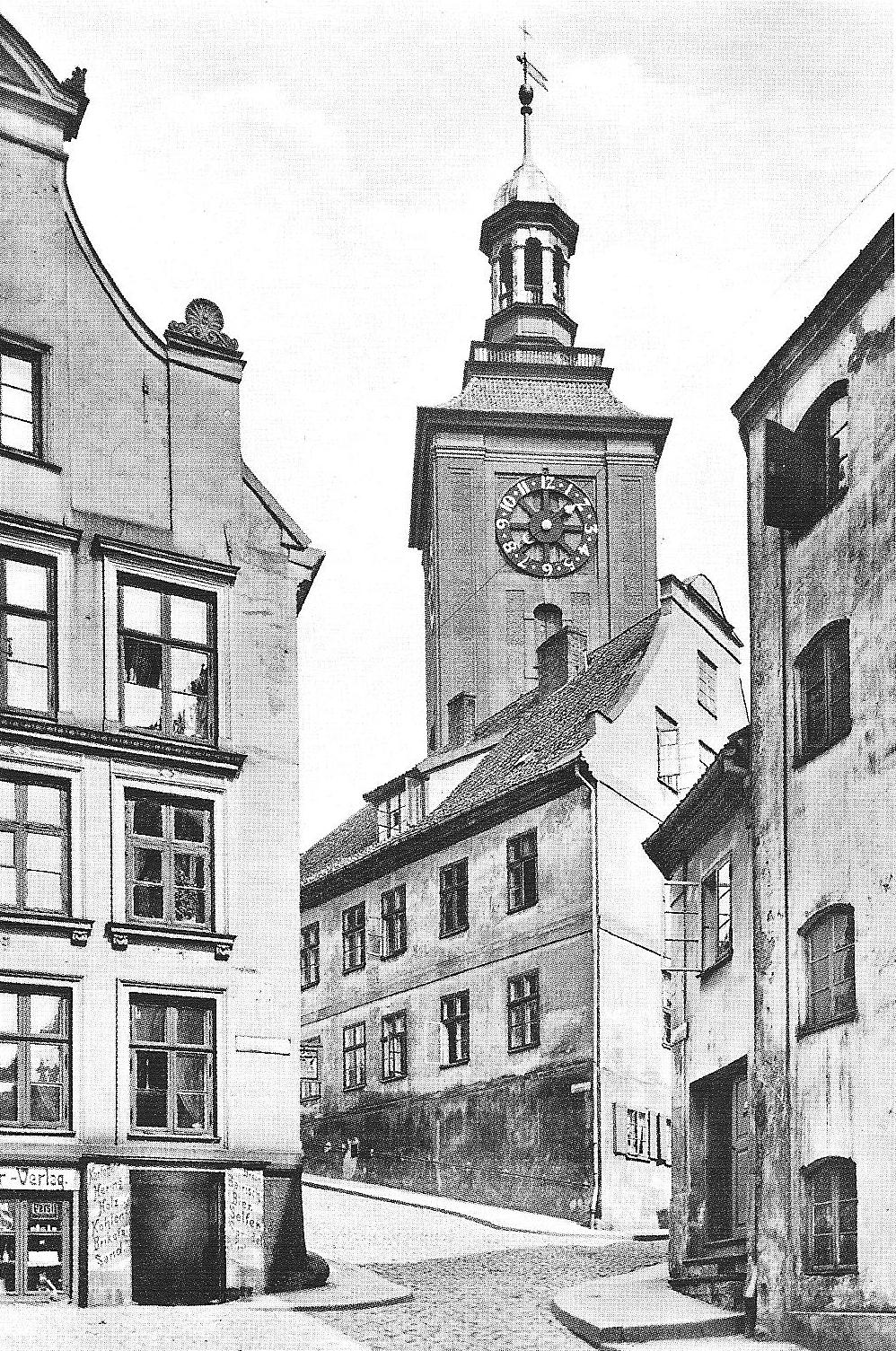
Löbenichtsche Kirche

- Errichtet: Am 13. September 1333 erteilte Hochmeister Luther von Braunschweig die Genehmigung zum Baubeginn. Weitgehend vollendet war der Bau 1380.
- Architekt / Stil: Backsteingotik
- Konfession: römisch-katholisch, evangelisch und orthodox
- Standort: Kneiphof, Insel im Pregel im Stadtzentrum
- Besonderheiten: Grabstätte von Immanuel Kant
- Status: 1944 zerstört, Wiederaufbau seit 1992

### Löbenichter Kirche St. Barbara
- Errichtet: 1334 bis 1352, Neubau 1776
- Architekt / Stil: Wiederaufbau im Rokokostil, Architekt Lökkeme
- Konfession: römisch-katholisch, evangelisch
- Standort: Löbenichter Kirchenstraße
- Besonderheiten: 1764 abgebrannt
- Status: nicht erhalten

### Löbenichtsches Hospital
- (Nonnenkloster Löbenicht)
- Errichtet: 1333
- Konfession: römisch-katholisch

### Hl. Geist-Hospital
- (Altstadt)
- Errichtet: 1302
- Konfession: römisch-katholisch

### St. Maria Magdalena
- (Burgfreiheit)
- Errichtet 1370–1381
- Konfession: römisch-katholisch, evangelisch

### St. Georgs-Hospital
- (Haberberg)
- Errichtet: 1329
- Auftraggeber: Hochmeister Werner von Orseln
- Neubau: 1894–1897
- Besonderheit: Aussätzigen-Hospital

## 16. Jahrhundert

### St. Annenkapelle
- (Schloss)
- Errichtet: Anfang 15. Jahrhundert
- Konfession: römisch-katholisch, evangelisch

### Schlosskirche
- Errichtet: 1584–1594
- Krönungskirche von Friedrich I. und Wilhelm I. zu Königen in Preußen
- Status: mit dem Schloss 1944/45 zerstört und Ruine in der Sowjetzeit beseitigt

### Heilig-Kreuz-Kirche
- Roßgarten (Königsberg), westlich vom Roßgärter Markt
- errichtet: 1506
- ab 1525 Gießhaus für Geschütze und Glocken[1]

### Bullatenkloster
- (Burgfreiheit)
- Errichtet: 1517
- Konfession: römisch-katholisch

### Quednauer Kirche
- errichtet 1507
- Stil Gotisch
- Konfession: römisch-katholisch, evangelisch
- Standort: Quednau
- Besonderheiten: Rüstung von Hennig Schindekopf
- Status: nicht erhalten

### Haberberger Kirche

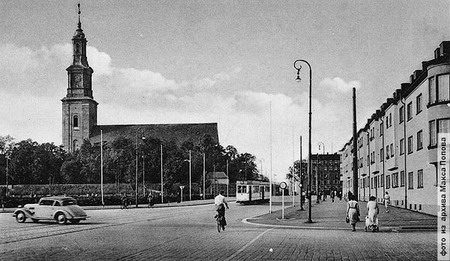
Haberberger Trinitatis-Kirche vom Bahnhof gesehen

- Errichtet: Grundsteinlegung 1537, Wiederaufbau 1753
- Architekt / Stil: Wiederaufbau im Rokokostil,
- Konfession: evangelisch
- Standort: Oberhaberberg
- Besonderheiten: 1753 abgebrannt (danach wieder aufgebaut)
- Status: nicht erhalten

## 17. Jahrhundert

### Altroßgärter Kirche
- Errichtet: Baubeginn 1651, Abschluss 1693
- Architekt / Stil: Barock
- Konfession: evangelisch
- Standort: Altroßgärter Kirchstraße
- Besonderheiten:
- Status: nicht erhalten

### Propsteikirche
- Errichtet: 1616
- Architekt / Stil: Barock
- Konfession: Katholisch
- Standort: Kath. Kirch-Str. Sackheim
- Besonderheiten: Erste kath. Kirche des Samlandes
- Status: nicht erhalten

### Burgkirche
- Errichtet: 1616, Neubau 1690
- Architekt / Stil: Entwurf Neubau von Nehring
- Konfession: evangelisch
- Standort: Burgkirchplatz
- Besonderheiten: Der Neubau war der Neuen Kirche in Den Haag nachempfunden
- Status: nicht erhalten

### Neuroßgärter Kirche
- Errichtet: 1644–1647
- Architekt / Stil:
- Konfession: evangelisch
- Standort: Neuroßgärter Kirchenstraße
- Besonderheiten: Turmhöhe 84 m
- Status: nicht erhalten

### Sackheimer Kirche
- Errichtet: 1640, Neubau 1769
- Architekt / Stil: Neubau im Rokokostil von Karl Ludwig Bergius
- Konfession: evangelisch
- Standort: Sackheimer Kirchenstraße
- Besonderheiten: Beim großen Stadtbrand 1764 zerstört
- Status: nicht erhalten

### Tragheimer Kirche
- Errichtet: 1632
- Architekt / Stil: -
- Konfession: evangelisch
- Standort: Tragheimer Kirchenstraße
- Besonderheiten: wurde mehrmals umgebaut, zuletzt 1783
- Status: nicht erhalten

## 18. Jahrhundert

### Französisch-reformierte Kirche
- Errichtet: 1733 bis 1736
- Architekt / Stil: Rokokostil, Schultheiß von Unfried
- Konfession: evangelisch
- Standort: Königsstraße
- Besonderheiten: Der Name erinnert an die aus Frankreich geflohenen Hugenotten
- Status: nicht erhalten

### Alte Synagoge
- Errichtet: 1753 bis 1756, umgebaut 1815
- Architekt / Stil: -
- Konfession: jüdisch
- Standort: Synagogenstraße
- Besonderheiten: bei den Novemberpogromen 1938 abgebrannt.
- Status: nicht erhalten

### Mennoniten-Bethaus
- Errichtet: 1770
- Architekt / Stil:

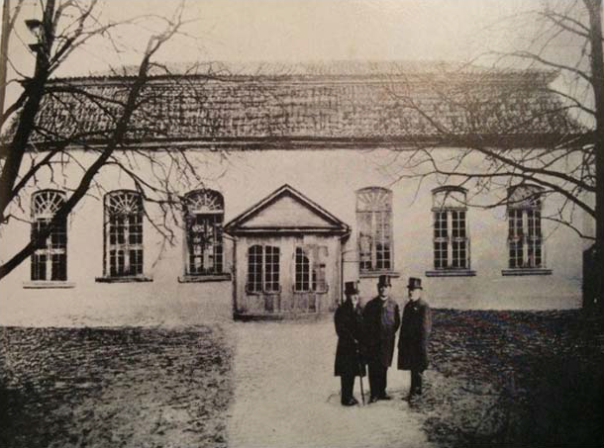
Die Mennonitenkirche um 1899

- Konfession: evangelisch/mennonitisch
- Standort: Tränkgasse, Altstadt
- Besonderheiten: 1899 verkauft
- Status: Nach 1934 abgerissen

## 19. Jahrhundert

### Altstädtische Kirche
- Errichtet: Grundsteinlegung 1838 (Neubau)
- Architekt: Karl Friedrich Schinkel (Entwurf des Neubaus)
- Konfession: evangelisch-uniert
- Standort: Kreytzenscher Platz / Junkerstraße
- Besonderheiten: letzter Bau Schinkels
- Status: nicht erhalten

Polnische Synagoge
- Standort: Vordere Vorstadt 71a
- Status: nicht erhalten

Synagoge Adass Jisroel
- Errichtet: 1893
- Standort: Synagogenstraße 14–15 (seit 1933 Seilerstraße)
- Nach Zeugnis von Michael Wieck wurde diese Synagoge 1938 nicht angezündet, mit Rücksicht auf die benachbarten Wohngebäude.
- Status: nicht erhalten

### Neue Synagoge
- Errichtet: 1894 bis 1896

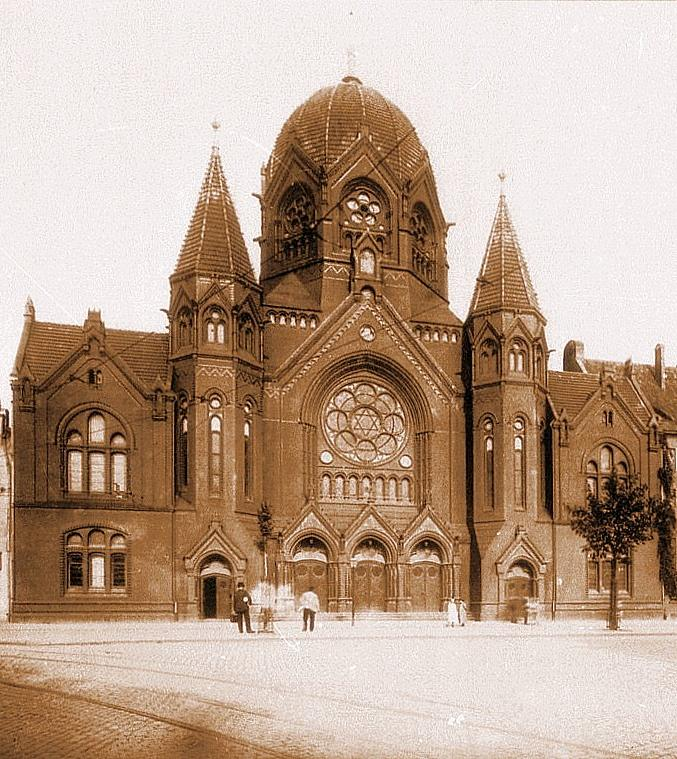
Neue Synagoge

- Architekt: Cremer und Wolffenstein (Berlin), Vorbilder der äußeren Architektur sollen die Dome in Aachen und Worms gewesen sein
- Religion: war Gotteshaus der liberalen Juden
- Standort: Lindenstraße
- Besonderheiten: -
- Status: durch Brandstiftung bei den Novemberpogromen 1938 zerstört. Das benachbarte jüdische Waisenhaus wurde nicht zerstört. An ihm befindet sich eine Gedenktafel. Die Neue Synagoge ist wieder an ihrem ursprünglichen Ort aufgebaut und am 8. November 2018 eingeweiht worden.[2]

### Diakonissen-Mutterhaus
- (am Schlossteich)
- Errichtet: 1850
- Konfession: evangelisch-uniert
- Besonderheiten: zur Ausbildung von Krankenpflegerinnen im Krankenhaus der Barmherzigkeit, seit 1955 Sitz in Solms bei Wetzlar

### Bülow von Dennewitzsches Blindenstift
- Errichtet: 1818
- Besonderheiten: Königsberger Blindenanstalt

### Ponarther Kirche
- Errichtet: 1897
- Stil: Neogotik
- Konfession: früher evangelisch-uniert, heute russisch-orthodox
- Standort: Brandenburger Straße / улица Маршала Новикова
- Besonderheiten: Nach dem Krieg diente die Kirche zunächst den verbliebenen Deutschen, danach als Lager und Turnhalle, heutiger Name „Kirche der Geburt der Heiligen Gottesmutter“
- Status: erhalten

## 20. Jahrhundert

### Königin-Luise-Gedächtniskirche
- Errichtet: 1899 bis 1901
- Architekten: Friedrich Heitmann
- Konfession: evangelisch-uniert
- Standort: Amalienau, Lawsker Allee / Louis-Ferdinand-Straße
- Besonderheiten: gewidmet der Erinnerung an Königin Luise von Preußen
- Status: heute als Kaliningrader Gebiets-Puppentheater genutzt

### Adalbertkirche
- Errichtet: 1902 bis 1904 (Kapelle), 1932 (Kirche)
- Architekt: Friedrich Heitmann (1902)
- Konfession: römisch-katholisch
- Standort: Amalienau, Lawsker Allee / Kastanienallee; Проспект Победы 41
- Besonderheiten: 1932 moderner Erweiterungsbau (nicht erhalten); Schutzmantelmadonna und Evangelisten von Otto Zirnbauer.[3]
- Status: heute als wissenschaftliches Labor genutzt

### Katholische Kirche „Zur Heiligen Familie“
- Errichtet: 1904 bis 1907
- Architekt: Friedrich Heitmann
- Konfession: römisch-katholisch

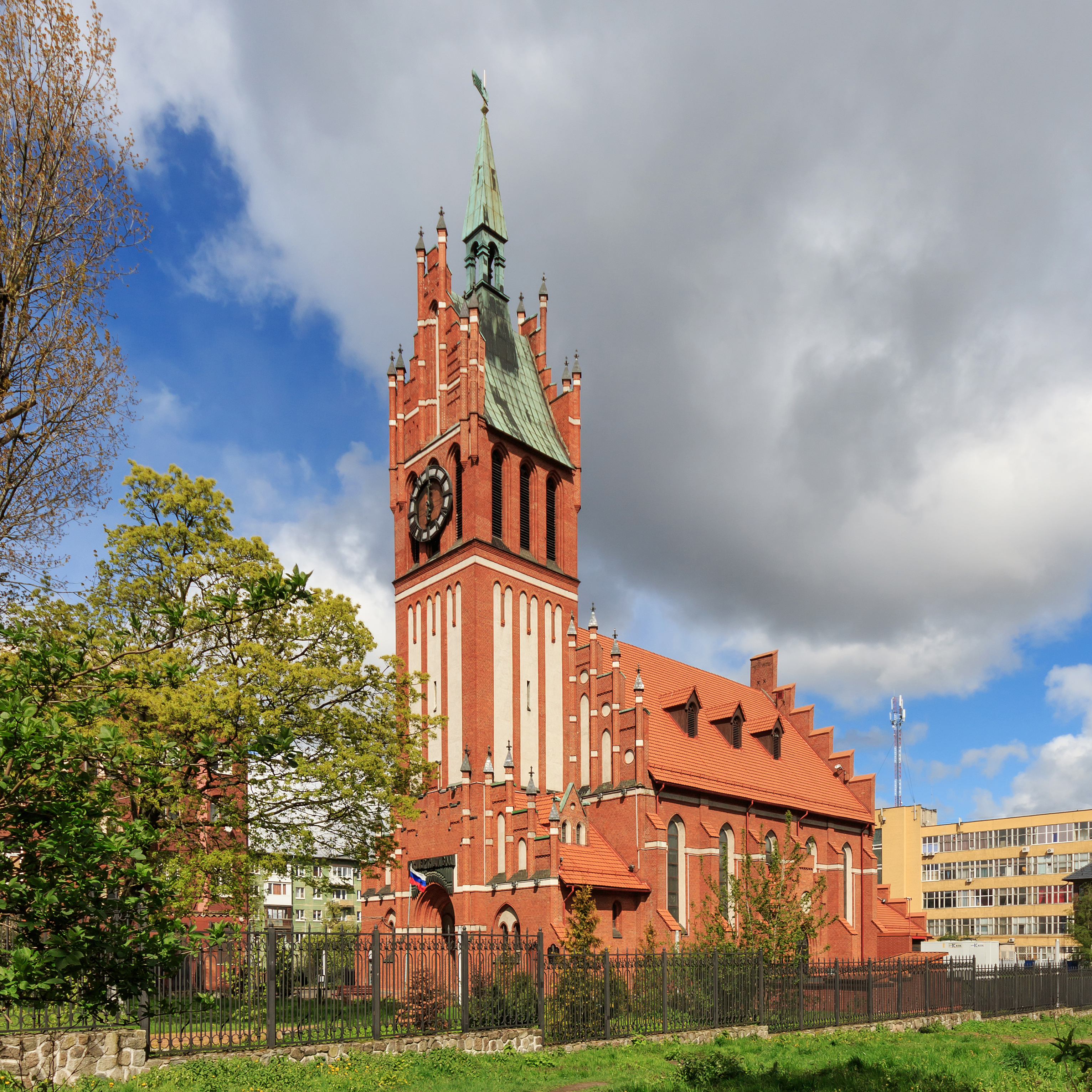
Kirche „Zur heiligen Familie“

- Standort: Oberhaberberg; улица Богдана Хмельницкого
- Besonderheiten: Niederlassung der Katherinen (Kathatinerinnen)
- Status: im Zweiten Weltkrieg weitgehend verschont, als Lazarett der Roten Armee und dann als Düngemittel-Lager genutzt, 1980 restauriert, heute Orgelsaal der Kaliningrader Philharmonie

### Kalthöfische Kirche
- Errichtet: 1905 bis 1907
- Architekt: Karl Siebold
- Stil: Neogotik
- Konfession: evangelisch-uniert
- Standort: Kalthof, Kalthöfer Kirchstraße; Краснодонская улица 3–5
- Status: Ruine in den 1980er-Jahren abgerissen

### Lutherkirche
- Errichtet: 1907 bis 1910
- Architekt: Friedrich Heitmann
- Konfession: evangelisch-uniert
- Standort: Viehmarkt
- Besonderheiten: -

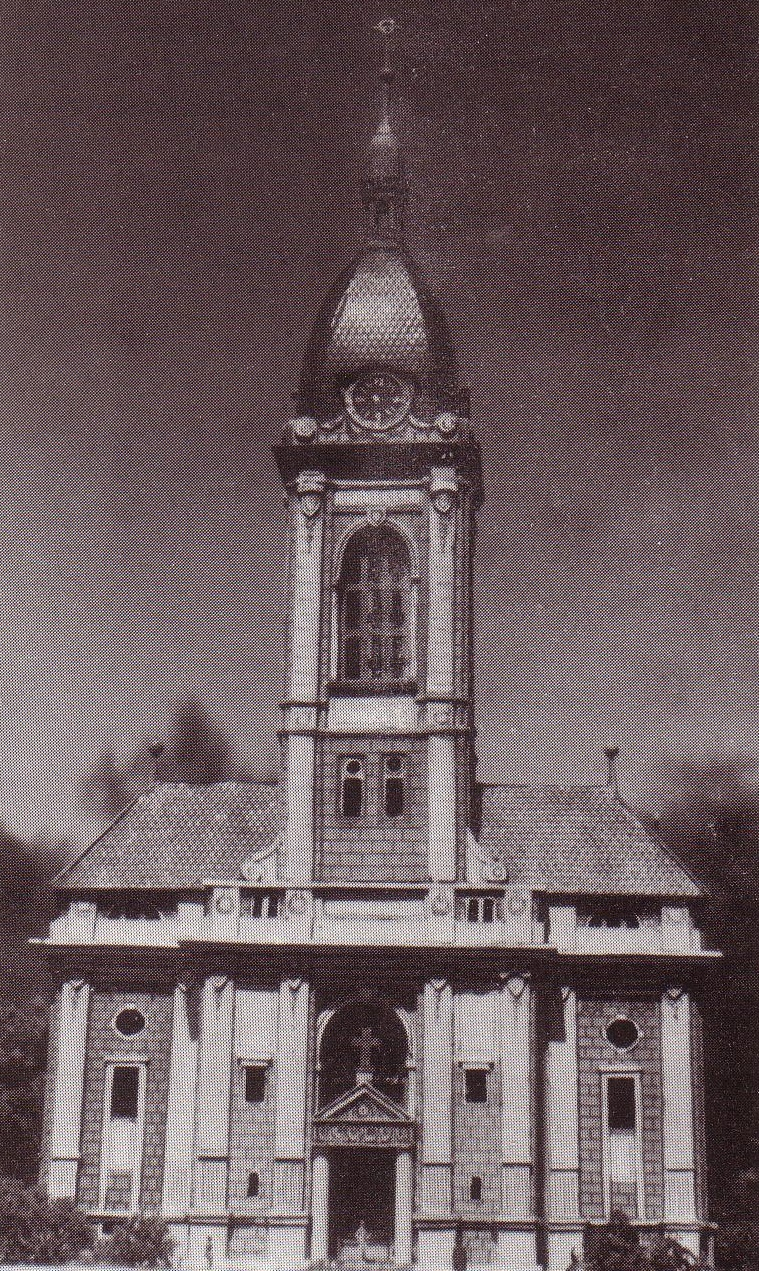
Lutherkirche

- Status: nach 1945 ohne neue Nutzung verfallen, Ruine 1976 gesprengt

### Herzog-Albrecht-Gedächtniskirche
- Errichtet: 1911 bis 1913
- Architekten: Heinrich Mattar und Eduard Scheler (Köln)
- Konfession: evangelisch-uniert
- Standort: Maraunenhof, Herzog-Albrecht-Allee / König-Ottokar-Platz
- Besonderheiten: -
- Status: nach 1945 ohne neue Nutzung verfallen, Ruine 1972 abgerissen; Lediglich das Gemeindehaus existiert heute noch und wird als Musikschule genutzt.

### Friedenskirche
- Errichtet: 1913 (Einweihung 26. Juni 1913)
- Architekt: -
- Konfession: evangelisch-uniert
- Standort: Altroßgarten, Friedemannstraße / Königsstraße
- Besonderheiten: -
- Status: starke Kriegsschäden; Ruine um 1960 abgerissen

### Rosenauer Kirche
- Errichtet: 1914 bis 1926
- Architekt: August Pflaum
- Stil: Neogotik
- Konfession: früher evangelisch-uniert, seit 1990 russisch-orthodox
- Standort: Rosenau, Domnauer Straße; улица Клавы Назаровой
- Besonderheiten: ruht auf Granitblöcken eines ehemaligen Königsberger Festungswerks, heutiger Name „Kirche des Schleiers der Heiligen Gottesmutter“
- Status: erhalten

### Christuskirche
- Errichtet: 1924 bis 1926
- Konfession: evangelisch-altlutherisch
- Standort: Wallring 28 / Dessauer Straße / улица Баранова / улица Партизанская
- Besonderheiten: -
- Status: schwere Kriegsschäden, Ruine ab 1960 schrittweise abgerissen

### Trauerhalle auf dem jüdischen Friedhof
- Errichtet: 1927 bis 1929
- Architekt: Erich Mendelsohn
- Religion: jüdisch
- Standort: auf dem jüdischen Friedhof, Amalienau bzw. Friedrichswalde, Steffeckstraße / Ratslinden; улица Катина
- Besonderheiten: -
- Status: am 10. November 1938 in Brand gesetzt worden, nicht erhalten, Reste des Komplexes beherbergen heute eine Tierarztklinik

### Kreuzkirche
- Errichtet: 1930 bis 1933
- Architekt: Arthur Kickton
- Konfession: früher evangelisch-uniert, heute russisch-orthodox
- Standort: Lomse, Auf der Plantage; улица Генерала Павлова
- Besonderheiten: Zwillingstürme, Fassadengestaltung mit Cadiner Majolika-Klinkern, heutiger Name „Kirche der Errichtung des Kreuzes“
- Status: mit Veränderungen erhalten

### Pfarrkirche St. Joseph in Ponarth
- Errichtet: 1931 bis 1932
- Konfession: römisch-katholisch
- Standort: Ponarth, Brandenburger Straße
- Status: Turm abgebrochen, andere Bauteile durch Umbau entstellt

### Christuskirche (Rathshof)
- Errichtet: 1937
- Architekt: Kurt Frick (Leiter der Kunstakademie in Königsberg)
- Konfession: evangelisch-uniert
- Standort: Rathshof, Von-Brandt-Allee / Wiebestraße
- Besonderheiten: diente nach dem Zweiten Weltkrieg den Arbeitern der Waggonfabrik als Kulturpalast
- Status: erhalten

### Auferstehungskirche

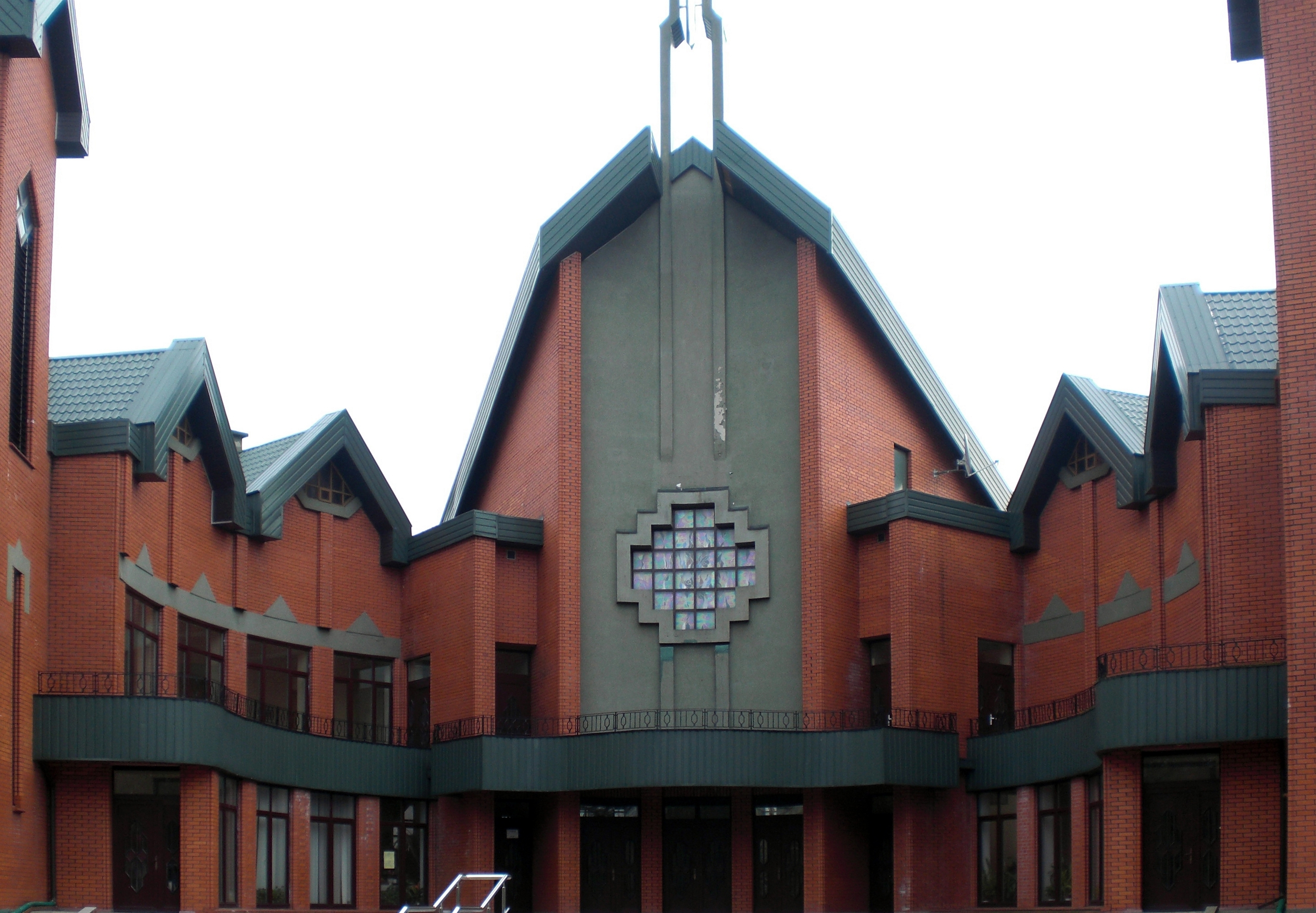
Evangelisch-lutherische Auferstehungskirche

- Errichtet: 1996–1999 (Einweihung: 11. April 1999)
- Standort: Friedhof II bei der Luisenkirche
- Konfession: evangelisch-lutherisch
- Architekt: Pawel Gorbatsch, Kaliningrad
- Besonderheit: Hauptkirche der Propstei Kaliningrad

### Evangelisch-Baptistische Gemeinde
- Errichtet: 1998
- Standort: Ul. Gagarina

## 21. Jahrhundert

### Christ-Erlöser-Kathedrale
- Errichtet: 1996 bis 2006
- Architekt / Stil: traditionell russisch-byzantinischer Stil, Architekt Oleg Kopylow
- Konfession: russisch-orthodox
- Standort: Siegesplatz
- Besonderheiten: Die Architektur wurde an die Christ-Erlöser-Kathedrale in Moskau angelehnt, Metropolitankirche der Diözese Kaliningrad und Baltijsk

### St.-Stephan-Kirche (Königsberg)
- Errichtet: 2006
- Architekt / Stil: traditionell armenischer Stil, Architekt Ruben Asatjan
- Konfession: armenisch-apostolisch
- Besonderheiten: Kirche der Diözese Neu-Nachitschewan und Russland